# Euptera knoopi
Euptera knoopi es una especie de Lepidoptera de la familia Nymphalidae, subfamilia Limenitidinae, tribu Adoliadini.

## Localización
Esta especie de Lepidoptera se distribuye por Nigeria, (África).